# María Luisa Mendoza
María Luisa Mendoza Romero, más conocida como La China Mendoza o María Luisa La China Mendoza (Guanajuato, Guanajuato; 17 de mayo de 1927 - Ciudad de México, 29 de junio de 2018) fue una periodista, política y escritora mexicana. Su trabajo literario a lo largo de 60 años abarca  novelas, cuentos, biografías, guiones cinematográficos y reportajes. Fue diputada federal en la LIII Legislatura por el estado de Guanajuato.

## Datos biográficos
María Luisa La China Mendoza, hija de María Luisa Romero Ceballos y Manuel Mendoza Albarrán, nació el 17 de mayo de 1927 en Guanajuato. Estudió Letras españolas, aunque algunas fuentes señalan Letras modernas, en la Universidad Nacional Autónoma de México (UNAM) y escenografía en la Escuela de Arte Teatral del Instituto Nacional de Bellas Artes (INBA). 
Fue maestra de escenografía y periodismo. En 1954 empezó a escribir para El Zócalo, gracias a la invitación de su amigo Alfredo Kagawe Ramia. Fue colaboradora y fundadora de El Día junto a Enrique Ramírez y Ramírez, y su suplemento cultural El Gallo Ilustrado. Más tarde, en el decenio de 1970, una vez a la semana, tenía asignados unos minutos para efectuar comentarios culturales, en el noticiario televisivo 24 horas, conducido por el periodista mexicano Jacobo Zabludovsky.Colaboró con diversas publicaciones periódicas y se hizo notar por sus reportajes en Chile, en la época del presidente Salvador Allende, especialmente con Crónicas de Chile de 1972. Y continuó escribiendo, entre otras publicaciones, para El Universal, Excélsior, Buen Hogar, Cosmopolitan y Vanidades, Fin de Semana, Mujer de Hoy y Revista Mujeres. También trabajó como presentadora de televisión en su programa Un día, un escritor.
Proveniente de una familia con una larga carrera política en la que su padre y su tío materno Enrique Romero Ceballos fueron diputados, su sobrino Juan Carlos Romero Hicks, gobernador de Guanajuato, María Luisa llegó a ser diputada federal por el estado de Guanajuato y por el Partido Revolucionario Institucional en la LIII Legislatura del Congreso de la Unión de 1985 a 1988. 
Respecto a su tarea literaria, del año 1968 a 1969 contó con una beca del Centro Mexicano de Escritores. Durante este periodo tuvo por tutores a cuatro escritores reconocidos: Juan José Arreola, Juan Rulfo, Francisco Monterde y Salvador Elizondo. Tras ese año de becaria, publicó su primera novela Con él, conmigo, con nosotros tres, obra que adoptaría más tarde el concepto de cronovela que implica la convergencia entre el género de crónica y novela. Después, dio a conocer De Ausencia en 1974, El perro de la escribana en 1982 y Ojos de papel volando en 1985. Sobre su trabajo Borges expresó: “La China nació escritora, siempre lo fue, habla como escritora y escribe como escritora, lo es de pura cepa, porque ama las palabras y les da un cuidado y un sentido muy peculiares”.  Sus escritos se caracterizan por jugar con el lenguaje, oponerse o transgredir las normas gramaticales, la invención del léxico, emular a la oralidad y explorar el erotismo femenino. Su obra reúne una serie de elementos que la vuelven compleja y trascendental en el escenario de la literatura mexicana. Frente a esto María Luisa señaló: “Quiero que se estudie mi obra con buena voluntad, con inteligencia, porque para eso me la he jugado toda mi vida [...]”. 

## Muerte
Falleció por un paro respiratorio la madrugada del viernes 29 de junio de 2018 en la Ciudad de México a los 91  años de edad. Confirmó la Coordinación Nacional de Literatura del INBA. De acuerdo con la dependencia, la autora fue ingresada al Hospital de Nutrición debido a un paro cardiorrespiratorio. Sus restos fueron velados en la funeraria Gayosso en Félix Cuevas y posteriormente cremados.

## Obra publicada
- Antología:

La O por lo redondo, México, Grijalbo, 1971.
Trompo a la uña, artículos periodísticos de 1981 a 1989, México, Gobierno del estado de Tabasco, Los que Escriben la Historia, 1989.
- Biografía:

Tris de sol (sobre Carmen Serdán), México, Presidencia de la República, 1976.
María Luisa Mendoza. De cuerpo entero: Menguas y contrafuertes (autobiografía), México, UNAM/Corunda, 1991.
- Cuento:

Ojos de papel volando, México, Joaquín Mortiz, 1985
- Ensayo:

Crítica de la crítica, México, UNAM, 1966.
Qué pasa con el teatro en México?, México, Novaro, 1971.
2 palabras 2 (en colaboración con Edmundo Domínguez Aragonés), México, Presidencia de la República, 1972.
Oiga usted!, Samo, 1973.
Maquinita de hacer ruido (dibujos de Carmen Parra), edición del autor, 1973.
Las cosas, México, Joaquín Mortiz, 1976.
El teatro Juárez, México, Universidad de Guanajuato, 1978.
El retrato de mi gentedad, México, Guanajuato, Instituto Nacional de Antropología e Historia (INAH)/Museo de la Alhóndiga de Granaditas, 1980.
- Guion cinematográfico:

Compañero Presidente (sobre Salvador Allende), cortometraje, Festival Cervantino, 1975.
Carta a una amiga, cortometraje, 1973.
Guanajuato a la vista!, cortometraje, Festival Cervantino 1974.
Guanajuato a tiro de sangre, cortometraje, Festival Cervantino 1975.
- Novela:

Con él, conmigo, con nosotros tres, México, Joaquín Mortiz, 1971.
(Esta fue su primera novela. Con ella acuña el término de cronovela. En ella retrata el episodio de la matanza de los estudiantes en Tlatelolco el 2 de octubre de 1968.)
De ausencia, México, Joaquín Mortiz, 1974.
(Resaltando por el uso del lenguaje, la novela ahonda en el personaje de Ausencia Bautista Lumbres, mujer huérfana de madre nacida en la pobreza. Años más tarde, su padre adquiriría una enorme riqueza a causa de una mina. Ausencia hereda toda la fortuna de este tras su muerte, lo que le permite gozar plenamente de su vida, en específico, su sexualidad. Al respecto, Charles M. Tatum observa: “Además de lo atrevido de la presentación directa del tema de la sexualidad de la mujer, María Luisa Mendoza se distingue en esta novela por su uso de un lenguaje altamente evocador. Comenzando con su primera novela, ha ido evolucionando un estilo que va en contra de las reglas y los ideales de la gramática tradicional. Es un estilo escandaloso y provocador que concuerda perfectamente con el tema de su novela”.)
El perro de la escribana, México, Joaquín Mortiz, 1980.
- Reportaje:

Crónicas de Chile, México, El Día, 1972.
Allende el bravo (en colaboración con Edmundo Domínguez Aragonés), México, Diana, 1973.
Ra, Re, Ri, Ro, Rusia! la URSS, México, Fondo de Cultura Económica (FCE), 1974.

## Reconocimientos
- Premio Magda Donato, 1971, por Con él, conmigo, con nosotros tres.
- Premio Nacional de Periodismo y Premio Bernal Díaz del Castillo, 1972, por Crónicas de Chile.
- Premio con mención honorífica Francisco Zarco, para trabajo periodístico de mayor interés nacional, 1975.
- Premio Nacional de Periodismo, por su programa Un día un escritor, en la televisión mexicana, y por su trayectoria profesional, 1984.
- Premio de la SEP en 1973 al mejor comentario televisivo sobre la drogadicción.
- Presea Miguel Hidalgo y Costilla de 1983, Congreso del Estado de Guanajuato.
- Premio Nacional de Novela José Rubén Romero, 2001 por De amor y lujo.